# Dictionnaire de la langue française
O Dictionnaire de la langue française (Dicionário da Língua Francesa, em francês) de Émile Littré, comummente chamado simplesmente de Littré, é um dicionário de quatro volumes da língua francesa publicado em Paris pela Hachette.
O dicionário foi publicado originalmente em fascículos, de 1863 a 1872, e em quatro volumes de dois tomos em 1873–1874. Um suplemento foi publicado em 1878.